# إريك همر سورينسن
إريك همر سورينسن هو مبارز بالسيف دنماركي، ولد في 3 سبتمبر 1902 في آرهوس في الدنمارك، وتوفي في 21 يناير 1973.

## وصلات خارجية
- إريك همر سورينسن على موقع أوليمبيديا (الإنجليزية)